# Bon Air (Alabama)
Pour les articles homonymes, voir Bon Air.
Bon Air est une municipalité américaine située dans le comté de Talladega en Alabama.
Selon le recensement de 2010, sa population est de 116 habitants. La municipalité s'étend sur 1,33 milles carrés (3,44 km2).

## Démographie
| 1940 | 1950 | 1960 | 1970 | 1980 | 1990 | 2000 | 2010 |
| ---- | ---- | ---- | ---- | ---- | ---- | ---- | ---- |
| 371  | 360  | 297  | 214  | 118  | 91   | 96   | 116  |